# Munidopsis glabra
Munidopsis glabra är en kräftdjursart som beskrevs av L. H. Pequegnat och A. B. Williams 1995. Munidopsis glabra ingår i släktet Munidopsis och familjen trollhumrar. Inga underarter finns listade i Catalogue of Life.